# Ramon Guzmán
Pour les articles homonymes, voir Guzmán.
Ramón Guzmán Carbonell, né le 22 janvier 1907 à Barcelone en Espagne et mort le 1er avril 1954 dans la même ville, est un joueur international et entraîneur espagnol de football.
Ce Catalan passe l'ensemble de sa carrière au FC Barcelone, d'abord comme joueur puis comme entraîneur.

## Biographie

Le FC Barcelone, vainqueur de la Coupe d'Espagne de 1928. Debout : Forns (entr.), Mas, Castillo, Llorens, Walter, Guzmán, Carulla et Platko. Assis : Piera, Sastre, Samitier, Arocha et Sagi.

Milieu de terrain technique, Ramón Guzmán évolue au FC Barcelone de 1927 à 1935, remportant ainsi notamment la Coupe du Roi en 1928, le premier titre de champion d'Espagne du club en 1929 et le Championnat de Catalogne à cinq reprises (1928, 1930, 1931, 1932, 1935). En 1930, Ramon Guzmán est sélectionné à trois reprises en équipe d'Espagne, pour autant de victoires sur la Tchécoslovaquie, l'Italie et le Portugal. Il joue moins à partir de 1931 et arrête définitivement de jouer en équipe première en 1935.
À l'été 1941, il est nommé entraîneur du club blaugrana. Son mandat se révèle être un échec sportif, ce qui lui vaut d'être remplacé dès janvier 1942 par Juan José Nogués. Guzmán meurt en 1954 des suites d'un malaise cardiaque survenu lors d'un match de vétérans au stade Les Corts.